# Pont Neuf sur l'Hermance
Le pont Neuf est un pont routier et piéton sur l'Hermance situé à la frontière franco-suisse entre le canton de Genève et le département de la Haute-Savoie.
Un panneau d'information à l'usage des touristes, écrit en français et indiquant le nom des deux communes riveraines est installé à proximité immédiate du pont.

## Localisation
Le pont Neuf est le premier pont routier le plus en amont à franchir l'Hermance depuis le point où cette rivière marque la frontière entre les deux pays. Une renaturation du tronçon de la rivière entre le pont Neuf et le pont des Golettes a abouti en 2010.
Le pont marque également l'entrée dans la commune de Veigy-Foncenex et donc le dernier tronçon de la route nationale 5 entre la frontière suisse (Hermance) et la frontière suisse (Saint-Gingolph) avant d'être déclassée en RD 1005.

## Galerie

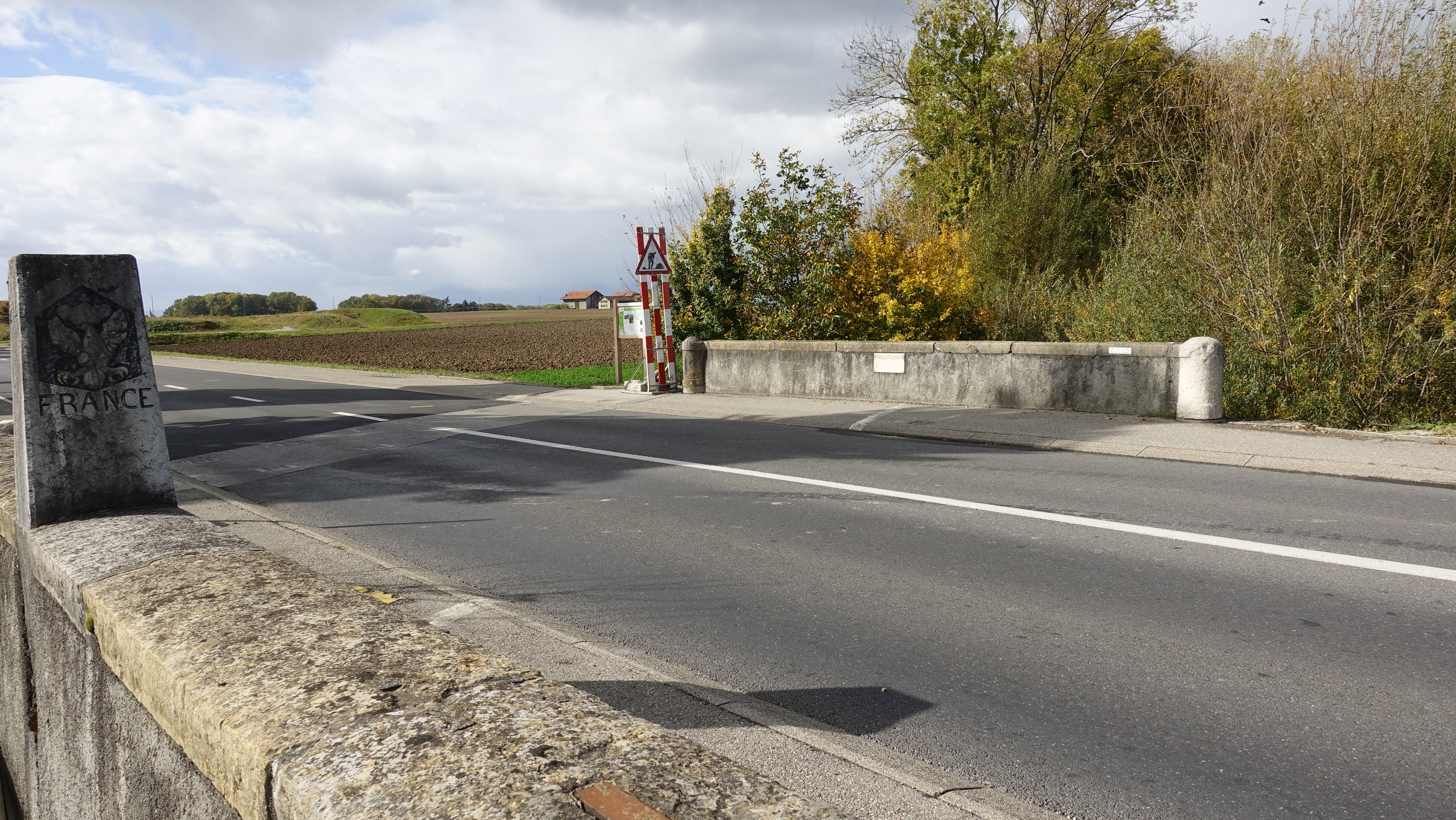
Pont Neuf
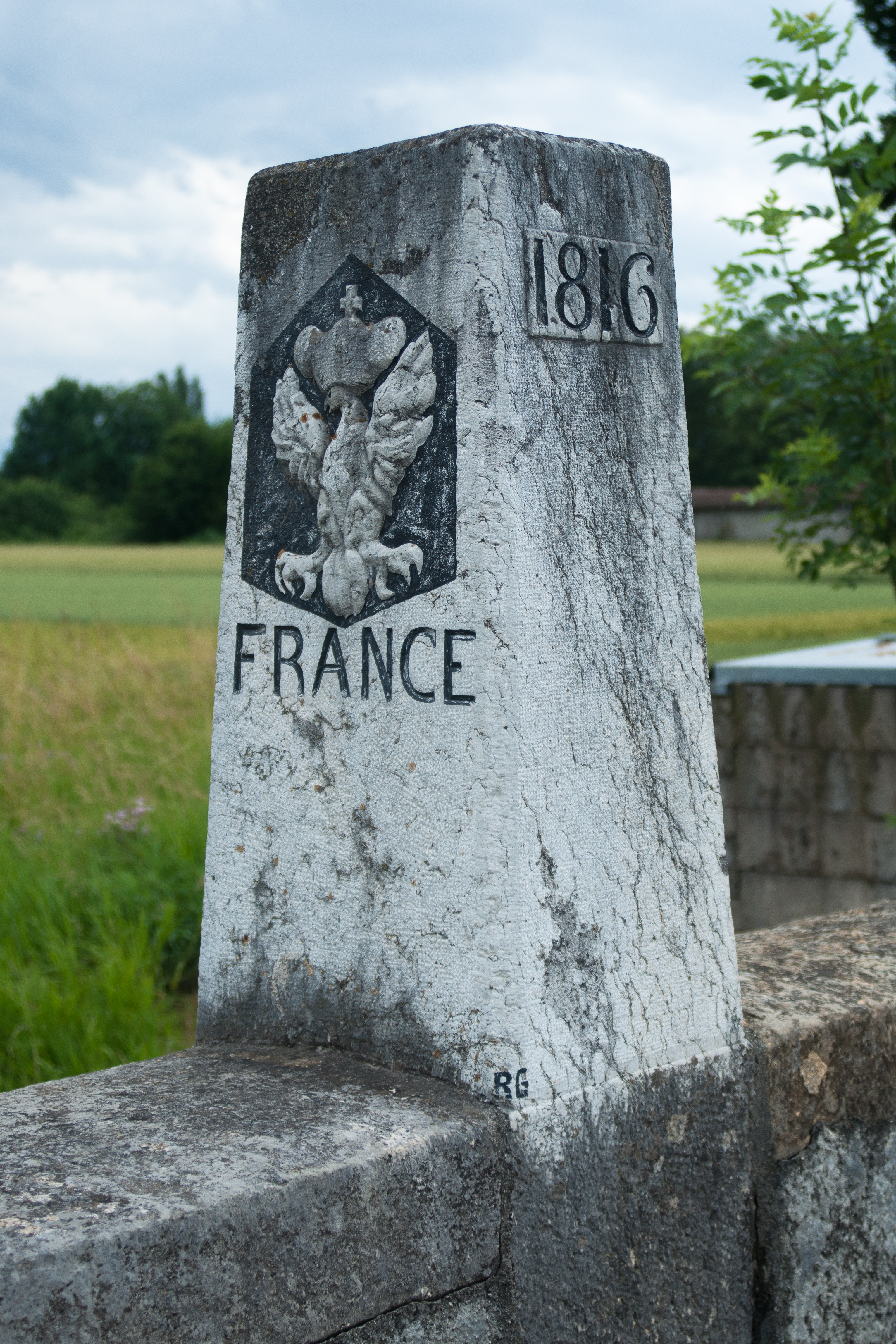
Borne frontière
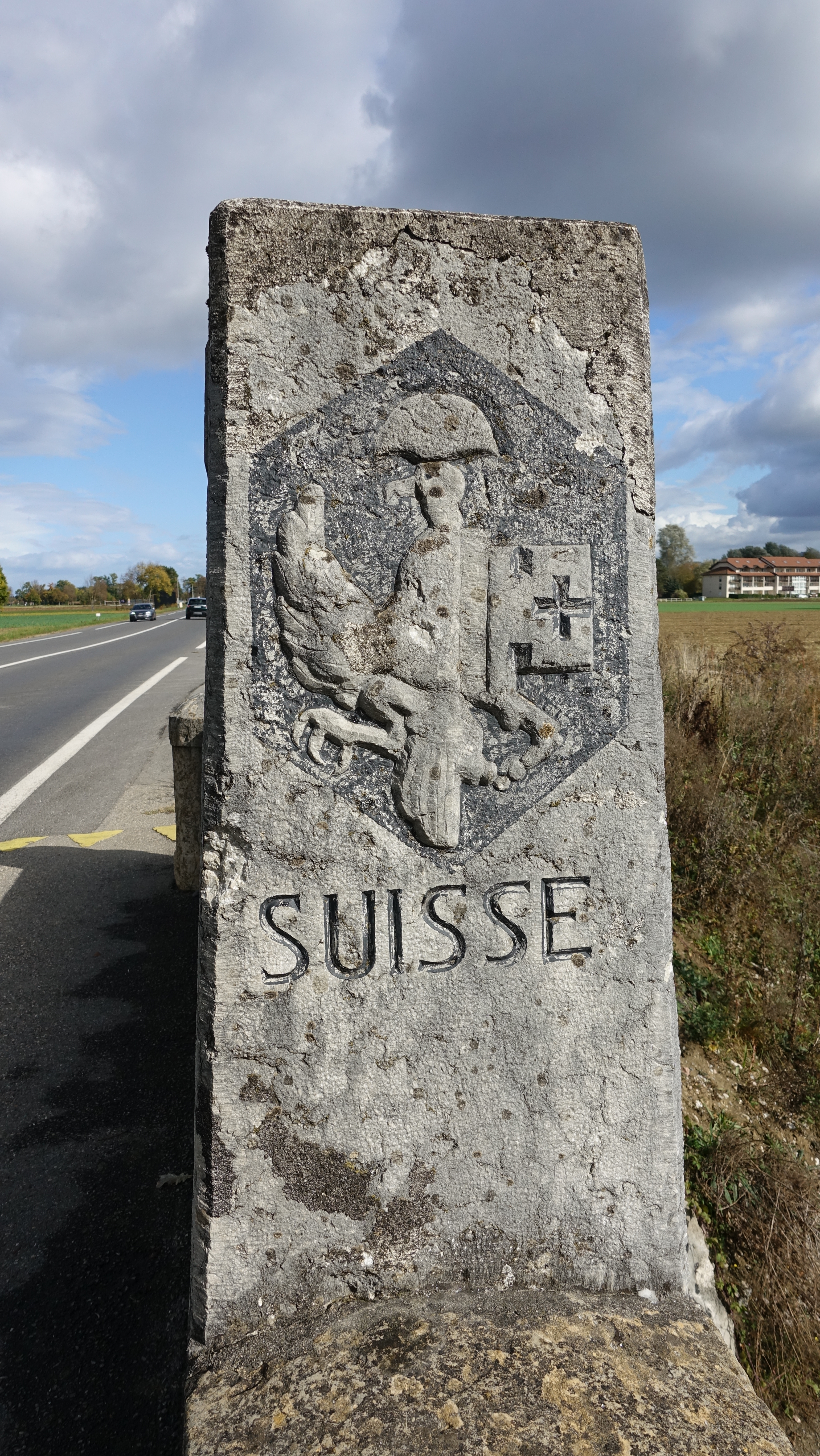
Vue du côté suisse
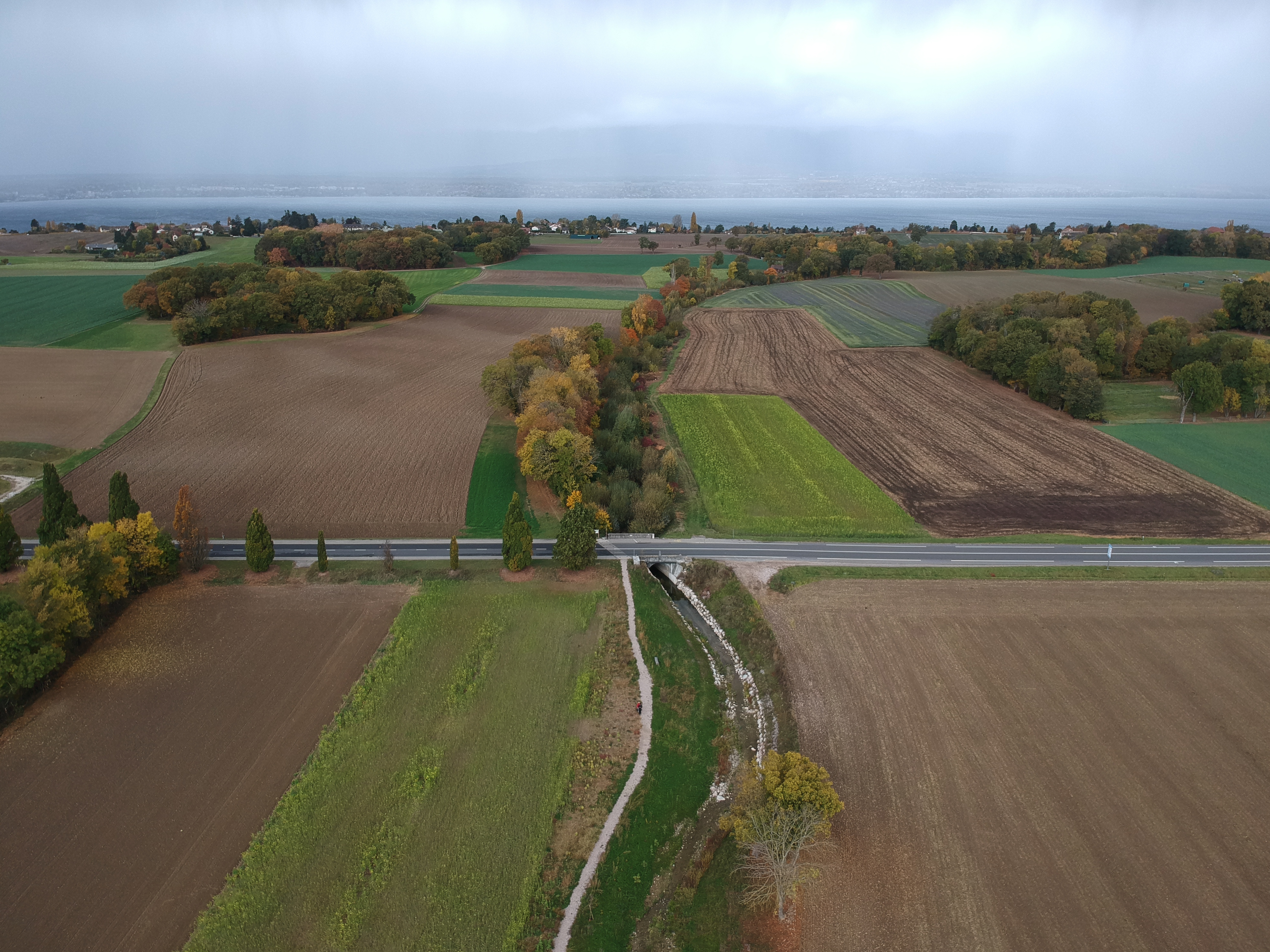
Vue aérienne
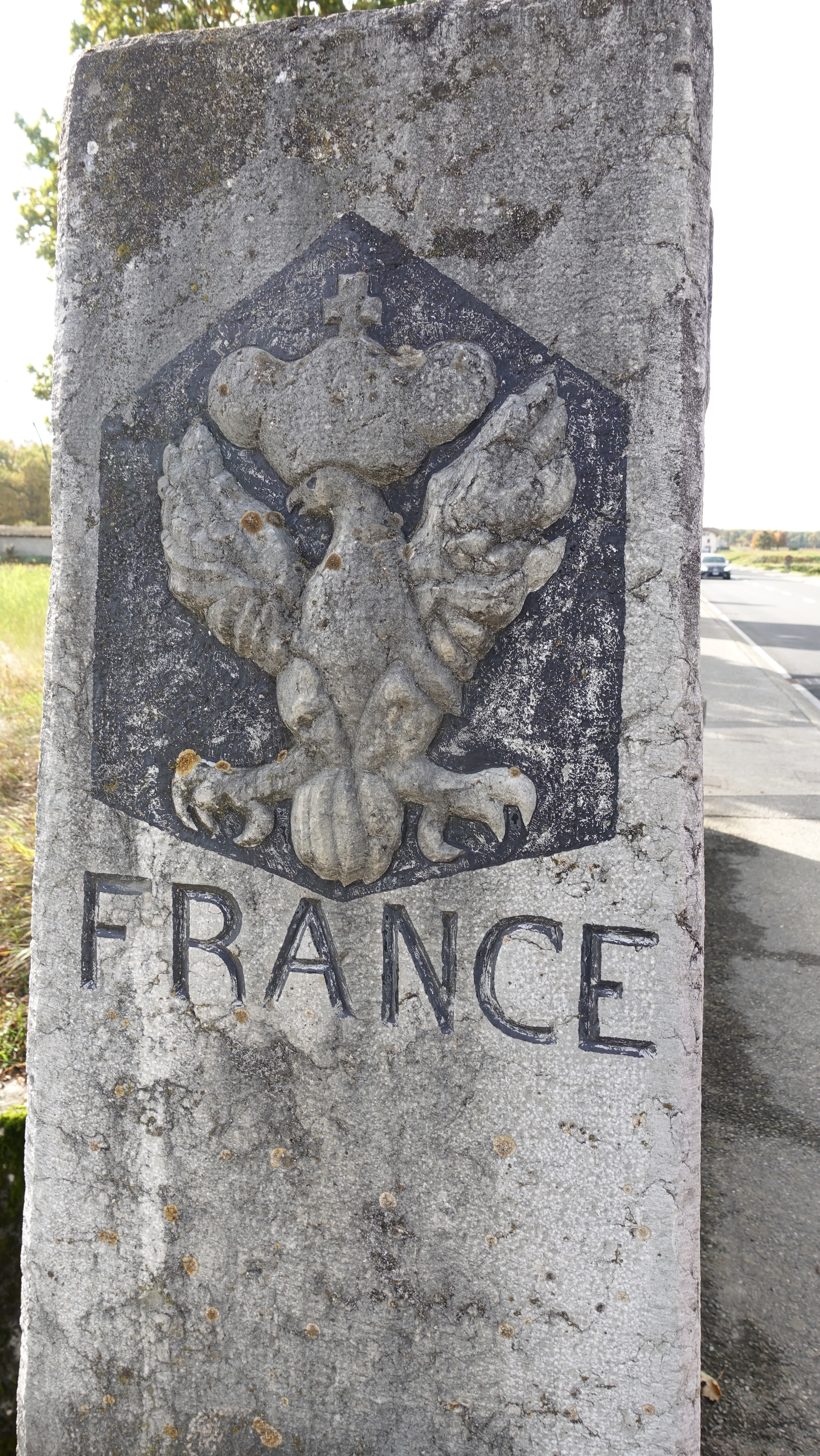
Vue du côté français

## Sources
1. ↑  [PDF] Marie-Paule Mayor et Anita Frei, « Anières, Plan directeur communal 2006 (page 173) » (consulté le 22 octobre 2017)
2. ↑  [PDF] « Liste prioritaire du canton de Genève, Anières (page 3) » (consulté le 22 octobre 2017)